# Jordi Arrese
Jordi Arrese (29 de agosto de 1964 en Barcelona) es un exjugador español profesional de tenis.
El mayor éxito de su carrera fue la medalla de plata en los Juegos Olímpicos de Barcelona 1992. Perdió el oro frente al suizo Marc Rosset en una final agónica a cinco sets que duró más de cinco horas por 7-6 (7-2), 6-4, 3-6, 4-6, 8-6. 
En su trayectoria, Arrese ganó seis torneos de individuales y cuatro de dobles llegando al puesto 23 del ranking de la ATP. Ganó un total de 1.846.849$ en su carrera.
Como capitán del equipo español de Copa Davis, conquistó el segundo título en la historia de España en 2004, frente a Estados Unidos en la ciudad de Sevilla. En realidad el cuerpo técnico lo formaban tres seleccionadores (lo que se denominó G-3), pero era Arrese el capitán oficial que asistía a los encuentros. 
Actualmente colabora como comentarista de tenis en la versión española de Eurosport.

## Títulos (10; 6+4)

### Individuales (6)
| Leyenda                |
| Grand Slam (0)         |
| Tennis Masters Cup (0) |
| ATP Masters Series (0) |
| ATP Tour (6)           |

| N.º | Fecha                  | Torneo   | Superficie    | Oponente en la final | Resultado      |
| --- | ---------------------- | -------- | ------------- | -------------------- | -------------- |
| 1.  | 5 de agosto de 1990    | San Remo | Tierra batida | Juan Aguilera        | 6-2 6-2        |
| 2.  | 12 de agosto de 1990   | Praga    | Tierra batida | Nicklas Kulti        | 7-6 7-6        |
| 3.  | 5 de mayo de 1991      | Madrid   | Tierra batida | Marcelo Filippini    | 6-2 6-4        |
| 4.  | 3 de noviembre de 1991 | Buzios   | Dura          | Jaime Oncins         | 1-6 6-4 6-0    |
| 5.  | 11 de octubre de 1992  | Atenas   | Tierra batida | Sergi Bruguera       | 7-5 3-0 y ret. |
| 6.  | 7 de octubre de 1993   | Atenas   | Tierra batida | Alberto Berasategui  | 6-4 3-6 6-3    |

### Finalista en individuales (6)
- 1989: Madrid (pierde ante Martín Jaite)
- 1991: Génova (pierde ante Carl-Uwe Steeb)
- 1991: Hilversum (pierde ante Magnus Gustafsson)
- 1991: Atenas (pierde ante Sergi Bruguera)
- 1992: Hilversum (pierde ante Karel Novacek)
- 1992: Juegos Olímpicos de Barcelona (pierde ante Marc Rosset)

### Clasificación en torneos del Grand Slam en individuales
| Torneo             | 1996 | 1995 | 1994 | 1993 | 1992 | 1991 | 1990 | 1989 | 1988 | 1987 | 1986 | 1985 | Títulos |
| ------------------ | ---- | ---- | ---- | ---- | ---- | ---- | ---- | ---- | ---- | ---- | ---- | ---- | ------- |
| Australian Open    | -    | -    | -    | -    | -    | -    | 2r   | -    | -    | -    | -    | -    | 0       |
| Roland Garros      | 1r   | 1r   | 2r   | 3r   | 1r   | 1r   | 3r   | 1r   | 2r   | 3r   | -    | 3r   | 0       |
| Wimbledon          | -    | -    | -    | -    | -    | 1r   | -    | -    | -    | -    | -    | -    | 0       |
| US Open            | -    | -    | -    | -    | 1r   | -    | 1r   | -    | -    | -    | -    | -    | 0       |
| Tennis Masters Cup | -    | -    | -    | -    | -    | -    | -    | -    | -    | -    | -    | -    | 0       |

### Dobles (4)
| Leyenda                |
| Grand Slam (0)         |
| Tennis Masters Cup (0) |
| ATP Masters Series (0) |
| ATP Tour (4)           |

| N.º | Fecha                | Torneo     | Superficie    | Pareja           | Oponentes en la final          | Resultado   |
| --- | -------------------- | ---------- | ------------- | ---------------- | ------------------------------ | ----------- |
| 1.  | 13 de julio de 1986  | Burdeos    | Tierra batida | David De Miguel  | Ronald Agenor Mansour Bahrami  | 7-5 6-4     |
| 2.  | 13 de agosto de 1989 | Praga      | Tierra batida | Horst Skoff      | Petr Korda Tomáš Šmíd          | 6-4 6-4     |
| 3.  | 4 de agosto de 1991  | San Marino | Tierra batida | Carlos Costa     | Christian Miniussi Diego Pérez | 6-3 3-6 6-3 |
| 4.  | 13 de agosto de 1995 | San Marino | Tierra batida | Andrew Kratzmann | Pablo Albano Federico Mordegan | 7-6 3-6 6-2 |

### Finalista en dobles (6)
- 1985: Bolonia (junto a Alberto Tous pierden ante Paolo Cane y Simone Colombo)
- 1993: Umag (junto a Francisco Roig pierden ante Filip Dewulf y Tom Vanhoudt)
- 1994: San Marino (junto a Renzo Furlan pierden ante Neil Broad y Greg Van Emburgh)
- 1994: Bucarest (junto a José Antonio Conde pierden ante Wayne Arthurs y Simon Youl)
- 1995: Oporto (junto a Àlex Corretja pierden ante Tomás Carbonell y Francisco Roig)
- 1995: Kitzbuhel (junto a Wayne Arthurs pierden ante Francisco Montana y Greg Van Emburgh)

## Premios, reconocimientos y distinciones
- Medalla de Plata de la Real Orden del Mérito Deportivo, otorgada por el Consejo Superior de Deportes (1994)[1]